# Daniel Toribio
Daniel Toribio Gutiérrez, né le 5 octobre 1988 à Gérone (Espagne), est un footballeur espagnol qui joue au poste de milieu de terrain à l'AD Alcorcón.

## Biographie
Daniel Toribio se forme à La Masia, le centre de formation du FC Barcelone, de 2004 à 2007. Il joue la saison 2007-2008 avec le FC Barcelone B. Il joue un match avec l'équipe première, le 5 septembre 2007, face au Girona FC, en Copa Catalunya.
Lors de la saison 2008-2009, il est prêté au Terrassa FC, en Segunda División B.
Après une bonne saison avec Terrassa, il est recruté par le Málaga CF. Il joue 21 matchs en première division avec Málaga.
La saison suivante, il rejoint la SD Ponferradina, en deuxième division, où, titulaire indiscutable, il joue 38 matchs en championnat.
En 2011, il rejoint le Villarreal CF. Il joue la première saison avec l'équipe réserve, et la suivante avec l'équipe première qui vient de descendre en D2. Lors du mercato d'hiver, après avoir joué seulement cinq matchs de championnat, il rejoint le Real Murcie, où il reste jusqu'en 2014.
En 2014, il est recruté par le Deportivo Alavés. Puis, en 2015, il rejoint l'AD Alcorcón.